# ボーイング・ボーイング
『ボーイング・ボーイング』(Boeing Boeing)は、マルク・カモレッティによる戯曲、及び、それを原作とした映像化作品。1960年にフランス・パリで初演された笑劇(farce)である。パリでの初演以降、世界中で幾度となく上演され、1991年に最も上演されたフランスの戯曲として、ギネスブックに登録された。1962年にロンドンで初演された際は、劇場を移して7年間に渡るロングランを記録した。日本でも、1968年を初演に何度も上演されている。
1960年代のパリの日曜日、とある空港に近いパリ市内のアパートを舞台に、3ヶ国3人の国際線エアホステス（客室乗務員）と時間差で同時交際をしているパリの建築家・ベルナールが、女性たちが勤める航空会社のフライトスケジュールの変更により、全員と同じ時間に自宅のアパートで会うことになってしまい、旧友のロベールや家政婦のベルタを巻き込んで場を取り繕うとする様を面白おかしく描いた内容である。
映像化は何度かされており、近年では、2005年にボリウッドで製作された作品もある。

## キャラクター
登場人物は6人である。
- ベルナール(Bernard) - 主人公・女たらしの建築家
- ベルタ(Bertha) - ベルナールの三重生活に協力している家政婦
- ロベール(Robert) - 田舎からベルナールを訪ねてきた旧友
- ガブリエラ(Gabriella) - アリタリア航空のイタリア人エアホステス
- グロリア(Gloria) - トランス・ワールド航空のアメリカ人エアホステス
- グレッチェン(Gretchen) - ルフトハンザドイツ航空のドイツ人エアホステス

## 映画
1965年、ジョン・リッチ監督によりトニー・カーティスとジェリー・ルイスの主演で映画化されたハリウッド作品である。主人公の2人はアメリカ人に変更され、名前の読みもフランス語読みから英語読みのバーナードとロバートとなっている。家政婦役にはセルマ・リッターが配役された。

### キャスト
※括弧内は日本語吹替（テレビ版）
- バーナード：トニー・カーティス（広川太一郎）
- ロバート：ジェリー・ルイス（近石真介）
- ジャクリーン：ダニー・サヴァル
- リーゼ：クリスチャン・シュミットマー
- ビッキー：スザンナ・リー
- 家政婦：セルマ・リッター

### スタッフ
- 監督：ジョン・リッチ（英語版）
- 原作：マルク・カモレッティ
- 脚本：エドワード・アンハルト
- 撮影：ルシアン・バラード
- 音楽：ニール・ヘフティ